# 亞當斯海崖
82°9′S 159°55′E / 82.150°S 159.917°E
亞當斯海崖（英語：Adams Bluff）是南極洲的海崖，位於奧次地，處於彼得斯峰以北8公里，屬於邱吉爾山脈中霍利約克山脈的一部分，美國地質調查局根據測量和該國海軍的空中照片繪入地圖，現時由南極條約體系管理。